# Dorians
Dorians são uma banda Arménia que irá representar a Arménia no Festival Eurovisão da Canção 2013.